# Méthionyl-ARNt synthétase
La méthionyl-ARNt synthétase, ou MetRS, est une ligase qui catalyse la réaction :
ATP + L-méthionine + ARNtMet  {\displaystyle \rightleftharpoons }  AMP + pyrophosphate + L-méthionyl-ARNtMet.
Cette enzyme assure la fixation de la méthionine, l'un des 22 acides aminés protéinogènes, sur son ARN de transfert, noté ARNtMet, pour former l'aminoacyl-ARNt correspondant, ici la méthionyl-ARNtMet.
Il existe deux types de MetRS, MetRS1 et MetRS2, classés selon leur homologie de séquence et de structure. MetRS1 se trouve chez les bactéries à Gram positif, les parasites protozoaires et les mitochondries. Alors que MetRS2 est principalement retrouvée chez les eukaryotes, les archées et les bactéries à Gram négatif.